# كنز قرطاج

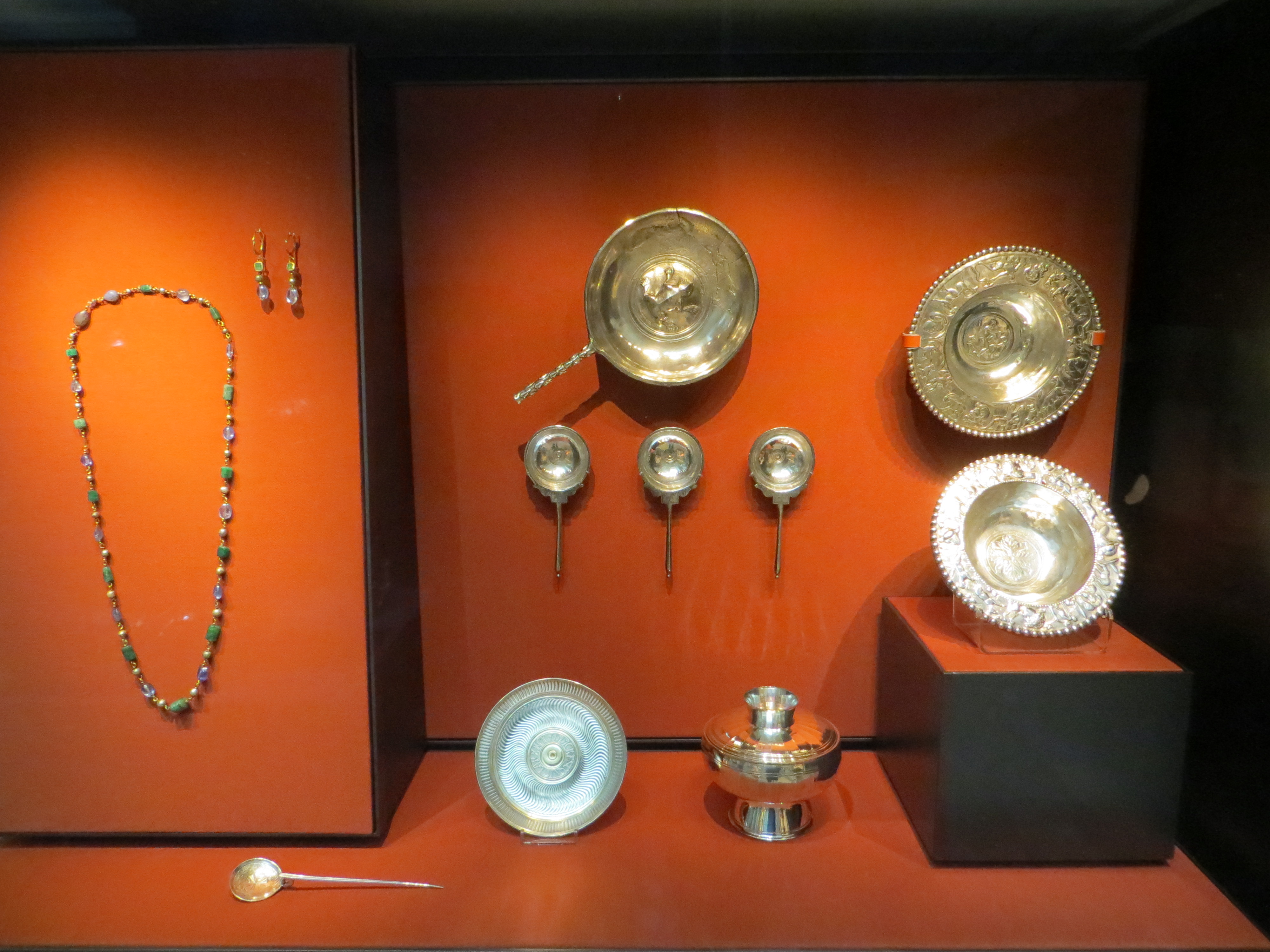
جزء من الكنز

كنز قرطاج هو كنز من الفضة يعود إلى العصر الروماني، القرن الرابع للميلاد، وقد تم اكتشافه في قرطاج بالبلاد التونسية. وهو يتكون خاصة من أواني ومجوهرات من فضة، جزء كبير منها يوجد بالمتحف البريطاني.

## اكتشافه
وقع العثور على هذا الكنز في القرن التاسع عشر على هضبة القديس لويس بقرطاج التي كانت أكبر مدينة في مقاطعة أفريكا الرومانية. وقد اقتنى أغلب قطعه السيد أوغستوس ولاسطن فرانكس المحافظ الرئيسي للمتحف البريطاني، وقد آلت إلى المتحف عند وفاته عام 1897. إلا أن جزءا صغيرا من الكنز يوجد بمتحف اللوفر بباريس ومن بين ذلك أواني مطلية بالفضة .

## تأريخ وخصائص

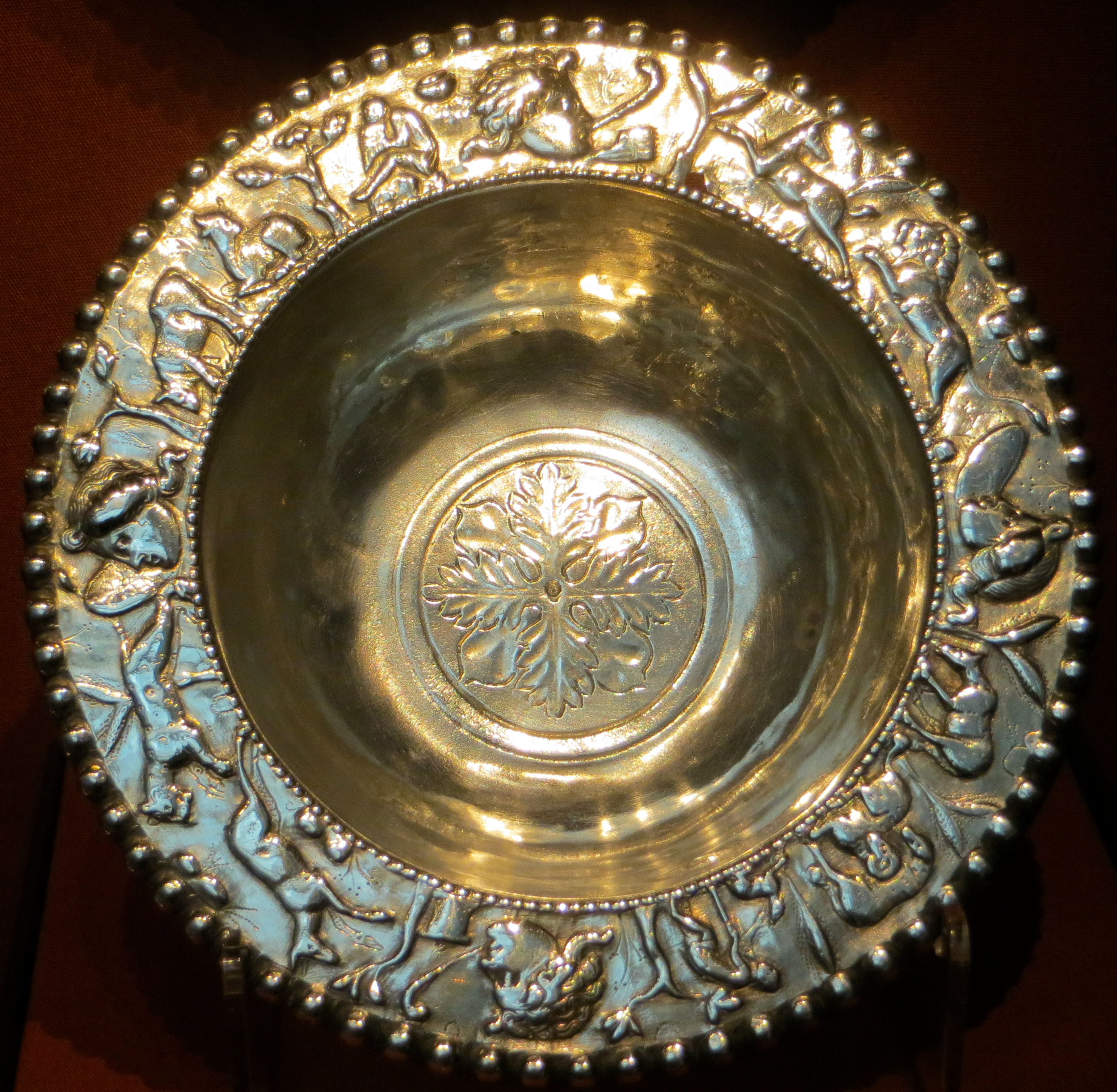
وعاء به نقوش لرعاة

يعود كنز قرطاج إلى النصف الثاني من القرن الرابع للميلاد، وهو يتكون من 31 قطعة، تتمثل خاصة في أواني الفضة الباذخة ومجوهرات تعود إلى إحدى العائلات الرومانية الثرية التي قررت لسبب ما دفن هذا الكنز للجفاظ عليه. وهذا قد يكون بسبب الخلافات الدينية التي حدثت حوالي عام 400م ولكن قد يكون أخفي أيضا في عهد الوندال، إذ هجدم هؤلاء تحت قيادة جنسريك على شمال إفريقيا انطلاقا من شبه الجزيرة الإيبيرية عام 429 وصولا إلى مدينة قرطاج التي أصبحت عاصمة للمملكة الوندالية عام 439 .
سجل في وسط أحد الأطباق اسم عائلة كريستوني (Cresconii) التي هي إحدى أقوى العائلات الرومانية بقرطاج  وقد عرفت من خلال العقود وسجلات أصحاب الوظائف العامة في ذلك العصر. 

## وصف
يضم كنز قرطاج صحنين اثنين مسطحين، ووعاءين اثنين عليهما مشاهد رعوية بارزة محفورة ومطروقة حول الحافة، مع أربعة أوعية نصف كروية بسيقان مدببة، منها وعاءان يحتفظان إلى حد الآن بغطاءيهما. مع وعاء غير عميق به عروة وقد نقشت وسطه ضفدعة، و12 ملعقة فضية ومجموعة من المجوهرات : خاتم، وحجر كريم، وزوج من الأقراط، والعديد من النقشات وقلادتان، إحداهما ذهبية والأخرى مزينة بالأحجار الكريمة .
هذه العائلة قد تعود لها مجموعتان من الفضة: طاقم للشراب يعرف باسم (argentum potorium) وطاقم للأكل يعرف باسم (argentum escarium).

يشمل هذا الكنز عدة كؤوس فضية نصف كروية يبلغ ارتفاعها 12 سم ومثل ذلك بالنسبة لقطرها. وهي ذات تصميم أنيق يضم قاعدة مرتفعة تكمل انحناء غطاء الوعاء .

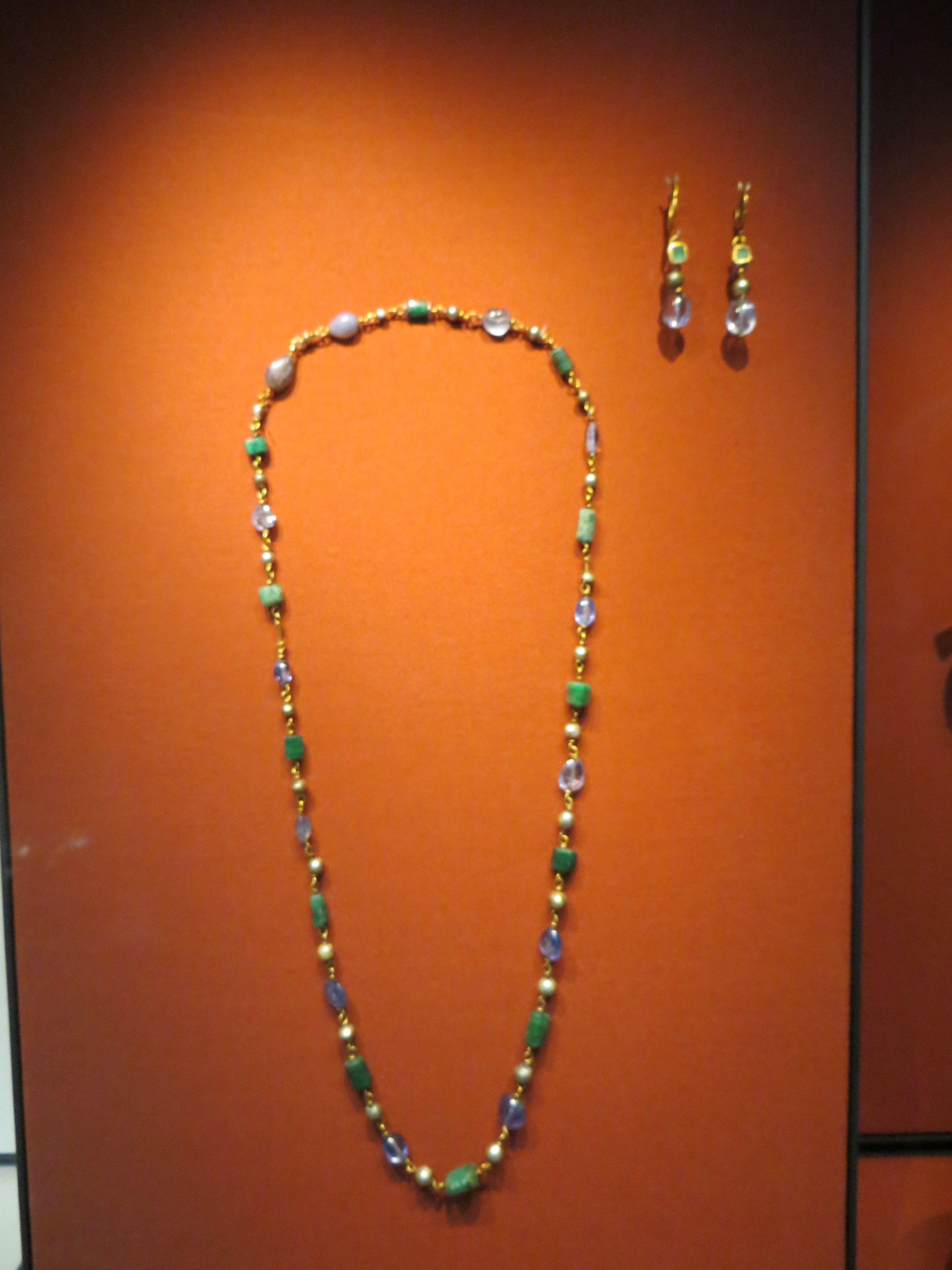
القلادة والقرطان
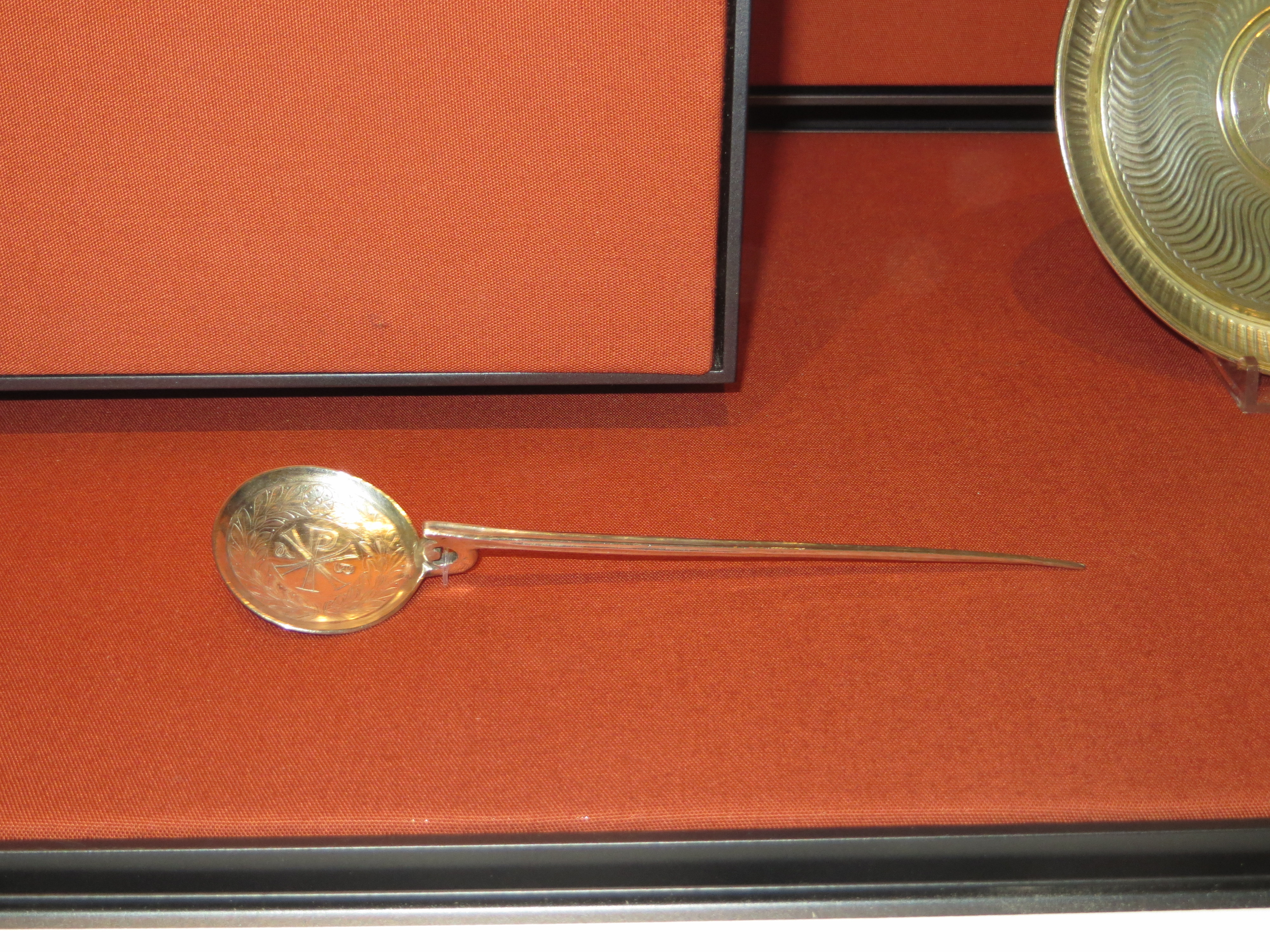
الملعقة الفضية
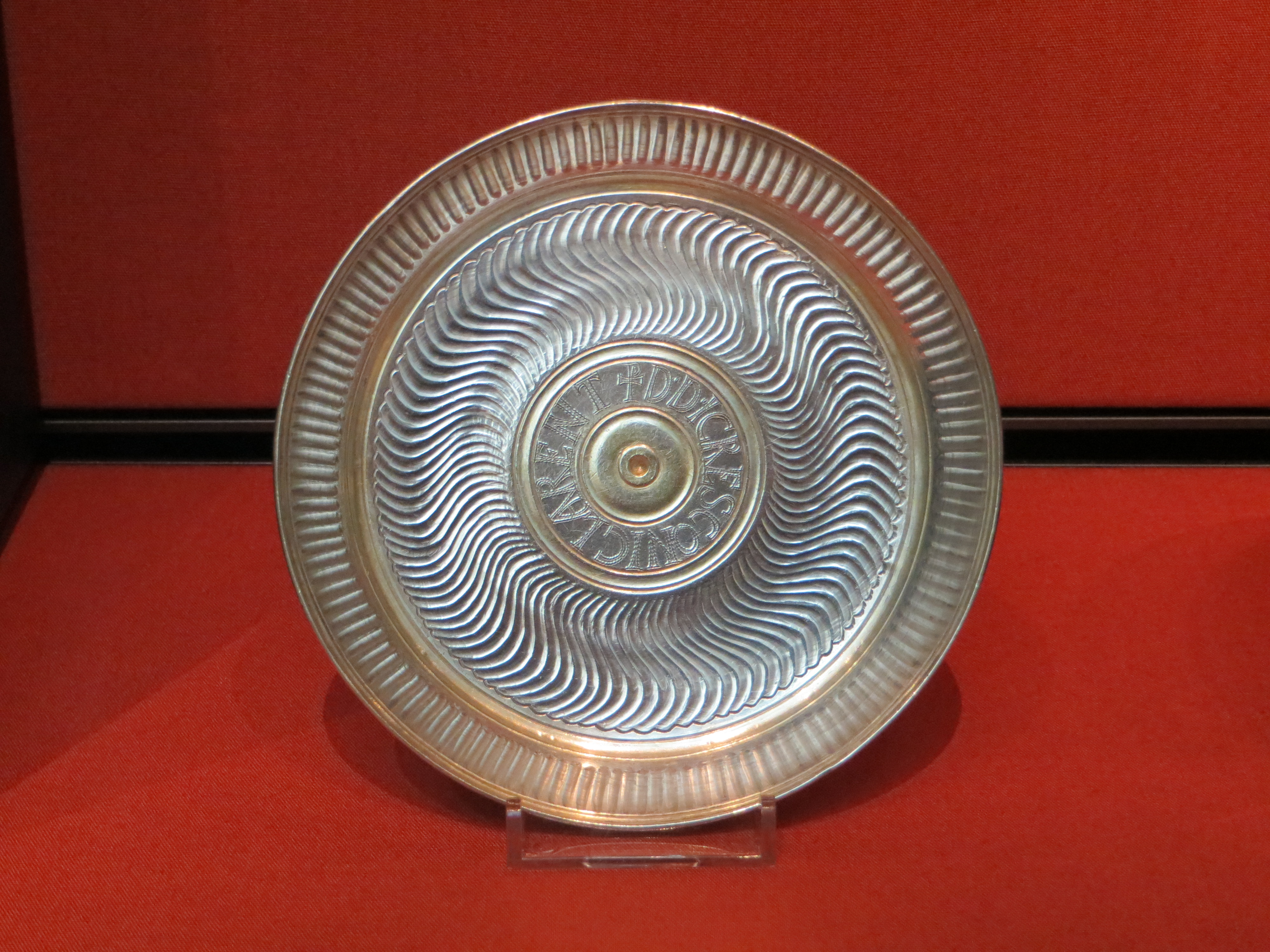
وعاء مسطح بنقيشة لاتينية
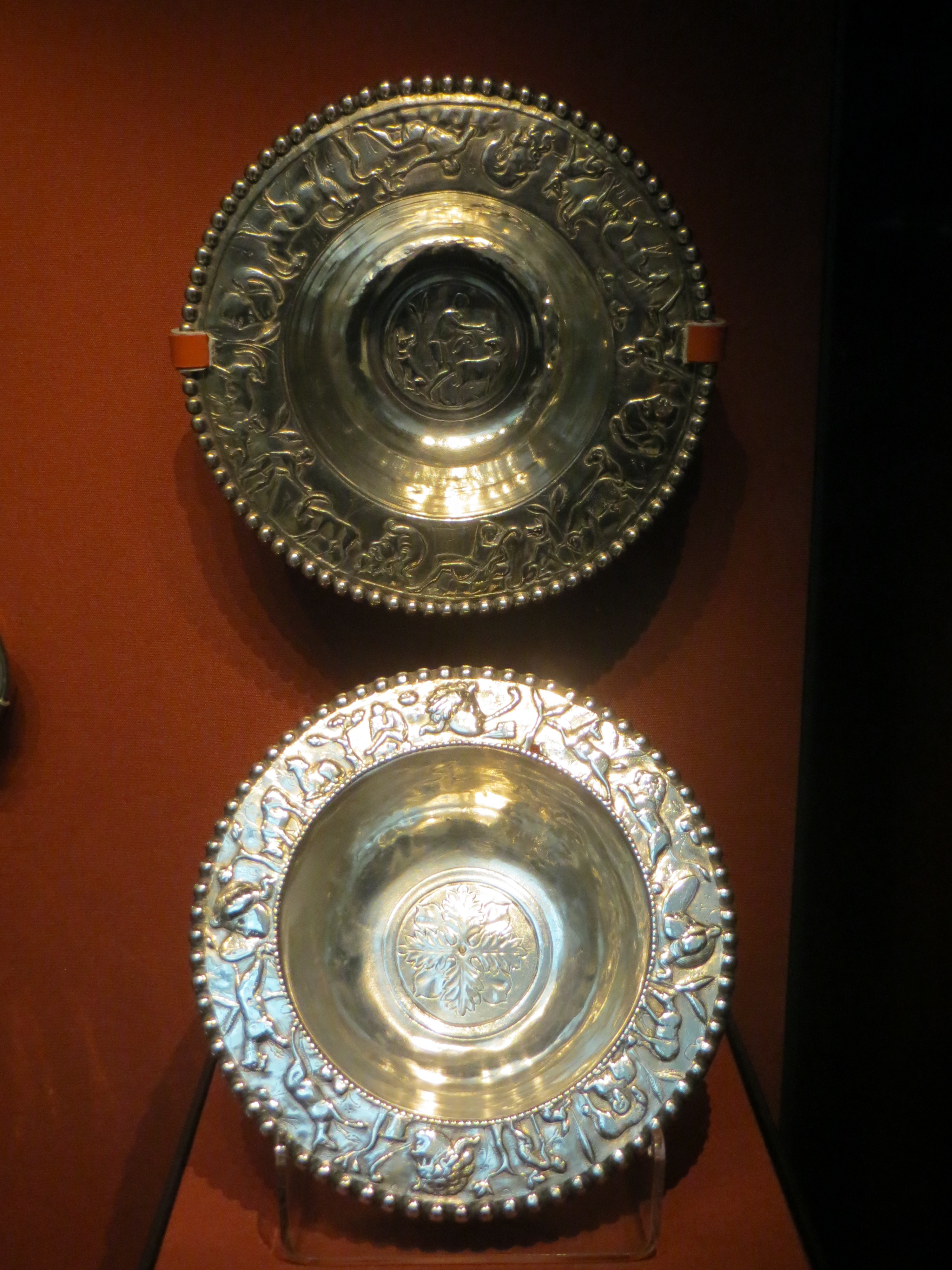
وعاءان مزينان
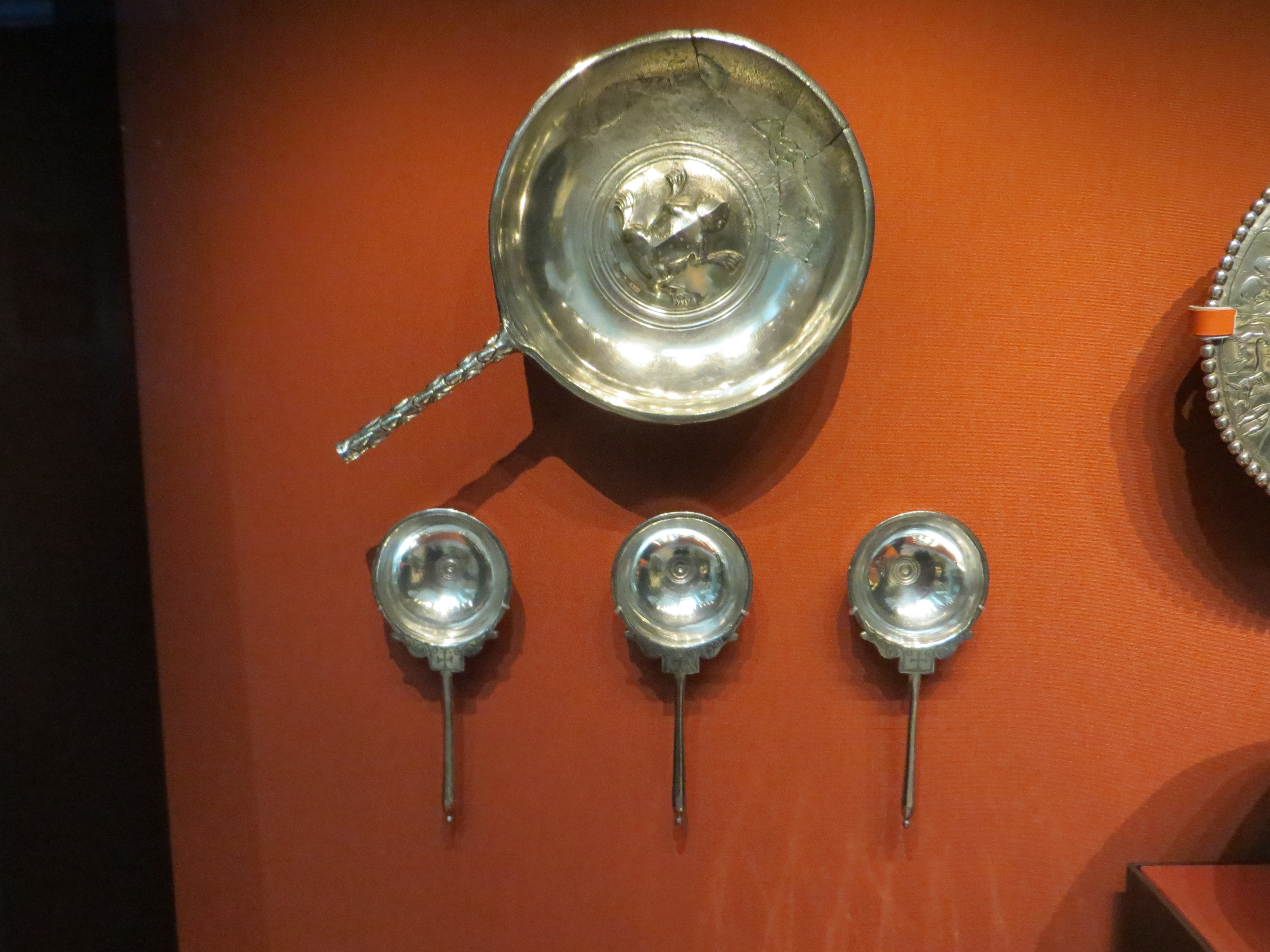
وعاء غير عميق وملاعق
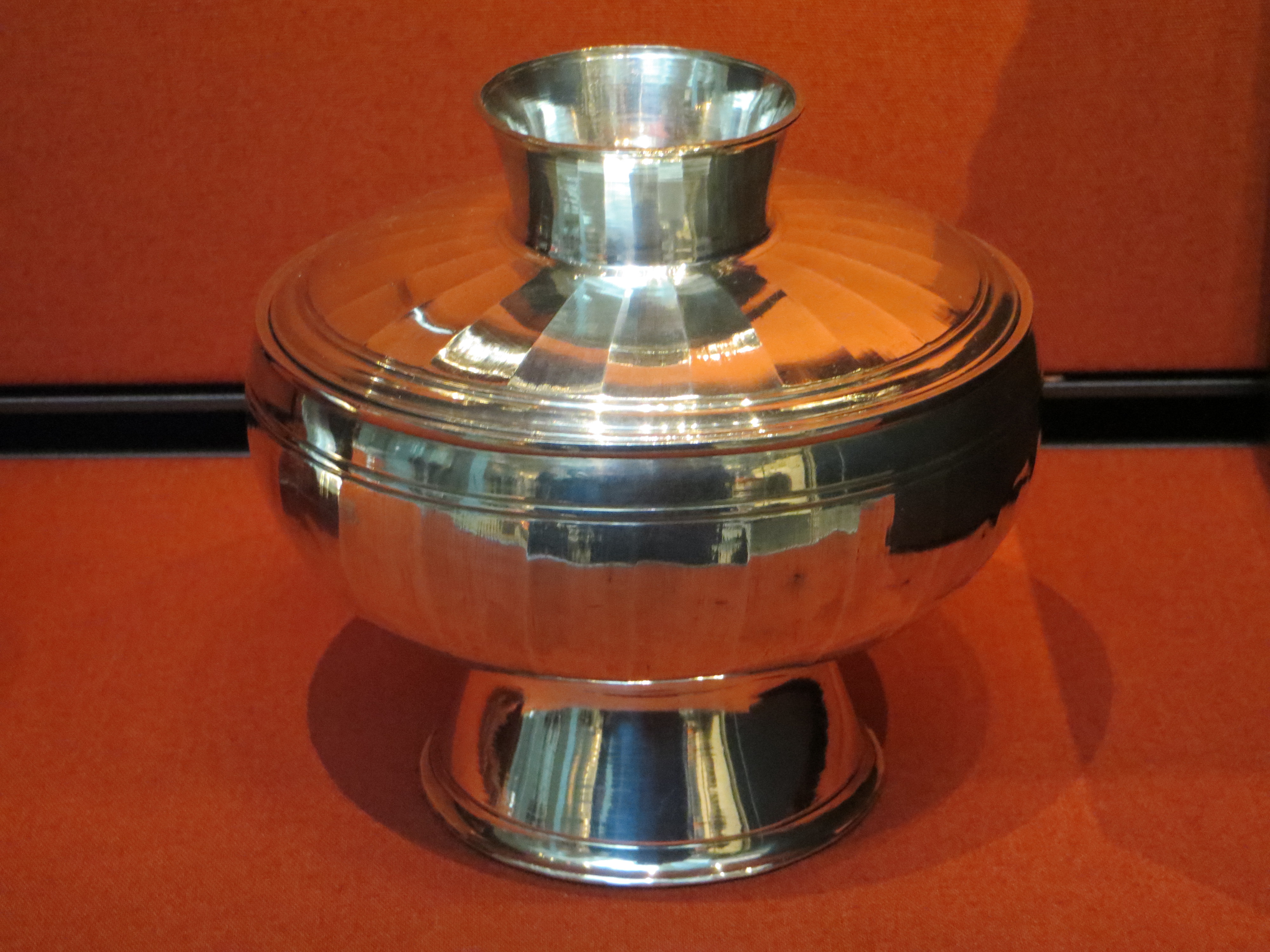
وعاء نصف كروي بغطاء

وقع اكتشاف أواني مشابهة بالموقع الأثري الروماني المعروف باسم ويميناسيوم (Viminacium) قرب مدينة كوستولاتش (Kostolac) الحالية بصربيا.